# Enseada de San Simón
Enseada de San Simón este o arie protejată (arie specială de conservare — SAC, sit de importanță comunitară — SCI) din Spania întinsă pe o suprafață de 2.218,32 ha, din care 95 % marine.

## Localizare
Centrul sitului Enseada de San Simón este situat la coordonatele 42°18′44″N 8°38′18″W / 42.3121°N 8.6383°V.

## Înființare
Situl Enseada de San Simón a fost declarat sit de importanță comunitară în februarie 1999 pentru a proteja 27 de specii de animale. Situl a fost protejat și ca arie specială de conservare în martie 2014.

## Biodiversitate
Situată în ecoregiunile atlantică și marină Atlantică, aria protejată conține 18 habitate naturale: Pajiști cu Molinia pe soluri calcaroase, turboase sau argilos-nămoloase (Molinion caeruleae), Golfuri mici largi și golfuri puțin adânci, Liziere de ierburi înalte hidrofile de câmpie și de nivel montan până la alpin, Estuare, Recifuri, Cursuri de apă de la nivel de câmpie la nivel montan, cu vegetație Ranunculion fluitantis și Callitricho-Batrachion, Păduri aluvionare cu Alnus glutinosa și Fraxinus excelsior (Alno-Padion, Alnion incanae, Salicion albae), Terase mlăștinoase și terase nisipoase neacoperite de apă la reflux, Fânețe de joasă altitudine (Alopecurus pratensis, Sanguisorba officinalis), Pajiștile Spartina (Spartinion maritimae), Vegetație anuală la limita mareei, Faleze cu vegetație de pe coastele atlantice și baltice, Tufărișuri halofile mediteraneene și termo-atlantice (Sarcocornetea fruticosi), Bancuri de nisip acoperite în permanență slab de apă marină, Roci stâncoase cu vegetație pionieră de Sedo-Scleranthion sau Sedo albi-Veronicion dillenii, Salicornia și alte specii anuale care populează regiunile mlăștinoase și nisipoase, Pășuni atlantice udate de apa mării (Glauco-Puccinellietalia maritimae), Pante stâncoase silicioase cu vegetație casmofită.
La baza desemnării sitului se află mai multe specii protejate:
- păsări (21): pescăruș albastru (Alcedo atthis), rață sulițar (Anas acuta), rață lingurar (Anas clypeata), rață fluierătoare (Anas penelope), rață mare (Anas platyrhynchos), rață pestriță (Anas strepera), stârc cenușiu (Ardea cinerea), rață-cu-cap-castaniu (Aythya ferina), fugaci de țărm (Calidris alpina), chirighiță neagră (Chlidonias niger), egretă mică (Egretta garzetta), sitar de mal nordic (Limosa lapponica), culic mare (Numenius arquata), vultur pescar (Pandion haliaetus), cormoran mare (Phalacrocorax carbo), Phalacrocorax carbo sinensis, lopătar (Platalea leucorodia), ploier argintiu (Pluvialis squatarola), chiră de baltă (Sterna hirundo), chiră de mare (Sterna sandvicensis), fluierar cu picioare verzi (Tringa nebularia)
- amfibieni (1): Chioglossa lusitanica
- mamifere (4): vidră de râu (Lutra lutra), liliacul mare cu potcoavă (Rhinolophus ferrumequinum), liliacul mic cu potcoavă (Rhinolophus hipposideros), delfin mare (Tursiops truncatus)
- reptile (1): Lacerta schreiberi